# 돌솥비빔밥

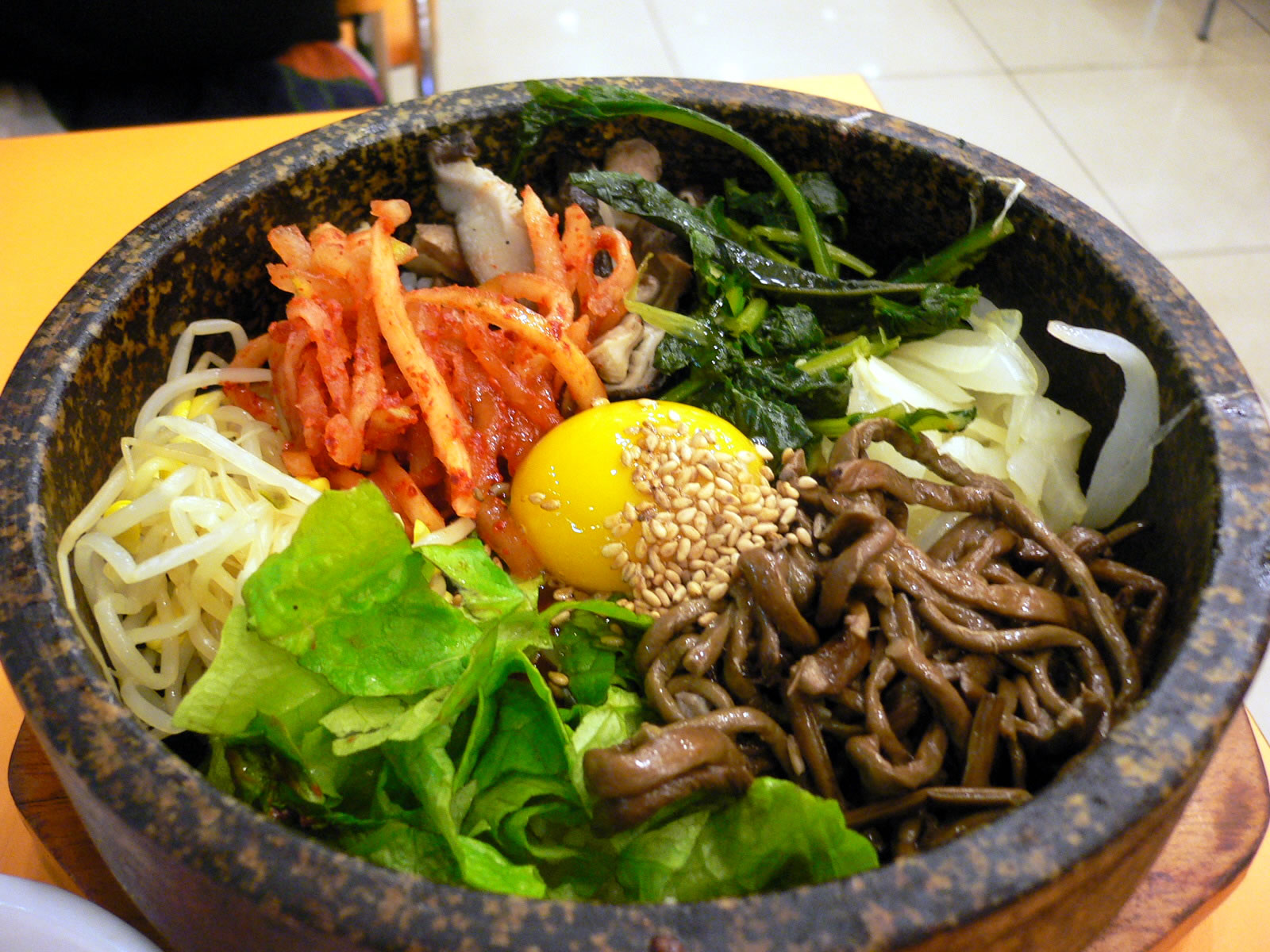
돌솥비빔밥

돌솥비빔밥은 뜨거운 돌솥에 밥과 당근, 버섯, 소고기 등을 올리고 고추장으로 비벼서 먹는 비빔밥이다. 다른 이칭으로는 영양돌솥밥이라고 가리키지만, 영양돌솥밥 역시 돌솥비빔밥의 한 부류이기도 하다.

## 같이 보기
- 궈판